# Paul R. Ehrlich

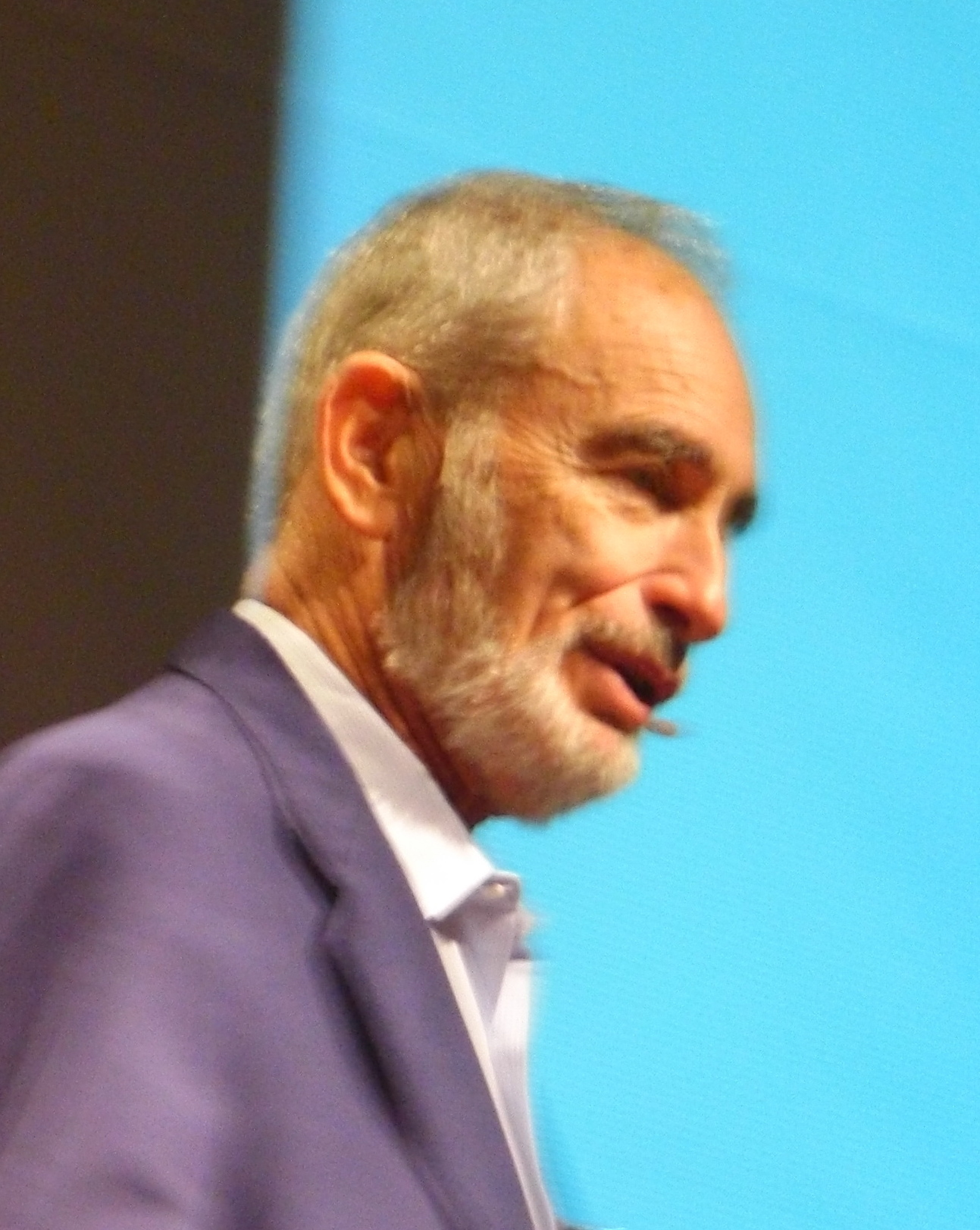
Paul R. Ehrlich, 2008

Paul R. Ehrlich (Paul Ralph Ehrlich; * 29. Mai 1932 in Philadelphia, Pennsylvania) ist ein US-amerikanischer Biologe und Professor für Biologie an der Stanford-Universität. Er ist renommierter Entomologe mit dem Spezialgebiet Schmetterlinge. Er ist ebenso bekannt als Forscher und Autor im Themenbereich Überbevölkerung. Sein h-Index gemäß Google Scholar beträgt 164 (Stand März 2025).

## Ausbildung
Ehrlich erreichte seinen B.A. in Zoologie 1953 an der University of Pennsylvania, seinen M.A. 1955 und seinen Ph.D. 1957 an der University of Kansas. Während seiner Studien nahm er an Forschungsreisen über Insekten im Beringmeer und in der kanadischen Arktis teil. Während eines Stipendiums des National Institutes of Health untersuchte er die Genetik und das Verhalten von parasitischen Milben. 1959 wechselte er zur Fakultät in Stanford, wo er 1966 ordentlicher Professor für Biologie wurde.

## Familie
Seit dem 18. Dezember 1954 ist Paul Ehrlich mit Anne H. Ehrlich, geborene Fitzhugh Howland, Ökologin und Populationsbiologin, verheiratet. Gemeinsam hat das Paar mehrere Publikationen veröffentlicht und etliche Auszeichnungen erhalten. Sie haben eine Tochter.

## Akademische Aktivitäten
Ehrlich ist Präsident am Center of Conservation Biology an der Stanford-Universität. Er ist Mitglied der American Association for the Advancement of Science, der American Academy of Arts and Sciences, der National Academy of Sciences und der American Philosophical Society. Ehrlichs Forschungsgruppe in Stanford beschäftigt sich gegenwärtig mit natürlichen Populationen der Skabiosen-Scheckenfalter (Euphydryas aurinia). Zusammen mit Gretchen Daly arbeitete er auf dem Gebiet der Biogeografie. Er erforscht den Einfluss menschlicher Aktivitäten auf die Artenvielfalt. Ehrlich führt weitere Basisforschung durch über Populationsbiologie und Ressourcen, wobei er sich auf gefährdete Arten, kulturelle Evolution, Umweltethik und auf die Bewahrung von genetischen Ressourcen konzentriert.
Paul Ehrlich kooperiert mit Kollegen aus der Biologie, aber auch aus den Bereichen Ökonomie, Psychologie, Politikwissenschaften, Rechtswissenschaften und Sozialwissenschaften. Für viele seiner Fragestellungen wählt er einen interdisziplinären Ansatz.

## The Population Bomb
Ehrlichs bekanntestes Buch ist das 1968 erschienene The Population Bomb (Die Bevölkerungsbombe). Es wurde auf Vorschlag von David Brower, damals der geschäftsführende Direktor des Sierra Club, als Fortsetzung eines Artikel im New Scientist im Dezember 1967 geschrieben. Im Artikel und im Buch sagte Ehrlich voraus, dass ungefähr zwischen 1970 und 1980 Hungersnöte in der Welt auftreten würden, da die Überbevölkerung die Ressourcen zu stark belaste, und bezeichnete es beispielsweise als Fantasie, dass Indien sich jemals selbst ernähren könne.
Ehrlich sagte voraus, dass die Sterberate in den 1970ern, an manchen Stellen auch in den 1980ern, massiv ansteigen würde, es würden Hunderte von Millionen Menschen verhungern. Diese Voraussage stellte sich als falsch heraus: Die Sterberate sank von 13 (pro 1.000 Menschen) im Zeitraum von 1965 bis 1974 auf 11 im Zeitraum von 1980 bis 1985 und weiter auf 10 von 1985 bis 1990; dieser Trend setzte sich fort und die Sterberate sank auf 9 von 2005 von 2010. Ehrlich hatte, wie er später einräumte, das Ausmaß von Hungersnöten überschätzt, tatsächlich waren zwischen 1968 und 2010 seiner Einschätzung nach vielleicht 300 Millionen Menschen verhungert. Ehrlich führte dies auf mittelfristige Erfolge der Grünen Revolution zurück, die er unterschätzt habe, die aber ihrerseits negative Auswirkungen auf die Umwelt habe. In einer Stellungnahme gegenüber dem Journalisten Dan Gardner (2010), der ihn für ein mangelndes Eingeständnis von Fehlern kritisierte, schrieb Ehrlich, dass er ohne konkreten Zeitrahmen vorausgesagt habe, dass der Welthunger nicht verschwinden würde.

## Weitere Aktivitäten
Ehrlich war 1968 einer der Gründer von Zero Population Growth. Die Organisation, die sich für Wachstumskritik einsetzt, nennt sich heute Population Connection. Ihr Ziel ist vor allem, Aufmerksamkeit auf das Problem der Überbevölkerung zu lenken und entsprechenden Druck auf den Gesetzgeber auszuüben. Ehrlich und seine Frau Anne gehörten zum Beraterstab bei der Federation for American Immigration Reform bis 2003. Zusammen mit Stephen Schneider und zwei weiteren Autoren kritisierte er im Scientific American vom Januar 2002 Bjørn Lomborgs Buch The Skeptical Environmentalist.

## Wette mit Julian L. Simon
1980 schloss Ehrlich mit dem Ökonomen und Zukunftsforscher Julian L. Simon eine öffentliche Wette ab. Simon forderte Ehrlich auf, ihm 5 Metallmengen im Werte von 1000 $ zu nennen, die, wie von Ehrlich und anderen angenommen, in absehbarerer Zeit knapper werden würden und damit auch deutliche Preissteigerungen zu erwarten hätten.
Ehrlich wählte Chrom, Kupfer, Nickel, Zinn und Wolfram in einem Zeitrahmen von 10 Jahren. Im September 1990 war aber der Gesamtpreis all dieser Metalle gefallen und Ehrlich bezahlte Simon den Differenzbetrag von 576,07 $. Ehrlich hätte auch verloren, wenn er in Benzin, Nahrungsmittel, Zucker, Kaffee, Baumwolle, Wolle oder Phosphate investiert hätte, denn alle diese Güter waren inflationsbereinigt billiger geworden.
Eine im Nachhinein durchgeführte Untersuchung auf Basis der realen Preisentwicklung der Rohstoffe ergab, dass Simon nur durch Glück gewonnen hatte. Bei Betrachtung aller möglichen Zeiträume von 1900 bis 2008 hätte Simon die Wette nur in 38,4 % aller Fälle gewonnen, während Ehrlich nicht nur häufiger gewonnen hätte, sondern auch mit einer großen Gewinnmarge. Tatsächlich sei der Zeitraum von 1980 bis 1990, in dem die Wette lief, einer der 15 schlechtesten während des gesamten Untersuchungszeitraums von 1900 bis 2008 gewesen. Entgegen der populären öffentlichen Meinung sei die Schlussfolgerung der Wette nicht, dass es Rohstoffmangel nicht gebe, sondern dass es beim Wetten besser sei, das Glück auf seiner Seite zu haben als die Expertise.

## Ehrungen, Preise und Mitgliedschaften (Auswahl)
- John Muir Award des Sierra Club
- Gold Medal Award des WWF International
- MacArthur Fellowship der MacArthur Foundation
- Fellow der American Association for the Advancement of Science 1978
- Aufnahme in die American Academy of Arts and Sciences 1982
- Aufnahme in die National Academy of Sciences 1985
- Crafoord-Preis der Königlich Schwedischen Akademie der Wissenschaften 1990
- World Ecology Award des International Center for Tropical Ecology der University of Missouri 1993
- Volvo Environment Prize 1993
- United Nations Sasakawa Environment Prize 1994
- Heinz Award for the Environment 1995
- Tyler Prize for Environmental Achievement 1998
- Dr. A. H. Heineken Prize for Environmental Sciences 1998
- Blue Planet Prize 1999
- Eminent Ecologist Award der Ecological Society of America 2001
- Distinguished Scientist Award des American Institute of Biological Sciences 2001
- BBVA Foundation Frontiers of Knowledge Award 2013

## Veröffentlichungen
Sachbücher auf Deutsch
- Die Bevölkerungsbombe. (en: 1968) Hanser, München 1971, ISBN 3-446-11406-8. S. Fischer, Frankfurt 1973, ISBN 3-436-01600-4.
- Bevölkerungswachstum und Umweltkrise. Die Ökologie des Menschen. S. Fischer, Frankfurt 1972, ISBN 3-10-816701-4.
- Humanökologie. Der Mensch im Zentrum einer neuen Wissenschaft. Springer, Berlin 1975, ISBN 3-540-07250-0.
- Der lautlose Tod. Das Aussterben der Pflanzen und Tiere. Krüger, Frankfurt 1983, ISBN 3-8105-0507-2.
- Die nukleare Nacht. Die langfristigen klimatischen und biologischen Auswirkungen von Atomkriegen. Kiepenheuer & Witsch, Köln 1985, ISBN 3-462-01674-1.

englisch
- How to know the butterflies. Brown Company, Dubuque 1961.
- mit Richard W. Holm: Process of Evolution. McGraw-Hill Book Company, New York 1963.
- The Population Bomb. Ballantine, New York 1968; überarbeitete Ausgabe 1971.
- mit Richard W. Holm & Kenneth B. Armitage: Principles of Modern Biology. Neun Bände. Behavioral Research Laboratories, Palo Alto 1968
- mit Richard W. Holm & Peter H. Raven (Hrsg.): Papers on Evolution. Little, Brown & Co., Boston 1969
- mit Anne H. Ehrlich: Population, Resources, Environments. Issues in Human Ecology. W. H. Freeman & Co., San Francisco 1970; überarbeitete Ausgabe 1972.
- mit Richard L. Harriman: How to Be a Survivor. A Plan to Save Spaceship Earth. Ballantine Books, New York 1971.
- mit John P. Holdren (Hrsg.): Global Ecology: Readings Toward a Rational Strategy for Man. Harcourt, Brace and Jovanovitch, New York 1971.
- mit John P. Holdren & Richard W. Holm (Hrsg.): Man and the Ecosphere. W. H. Freeman and Co., San Francisco 1971.
- mit John P. Holdren & Anne H. Ehrlich: Human Ecology: Problems and Solutions. W. H. Freeman and Company, San Francisco 1973.
- mit Richard W. Holm & Michael E. Soulé: Introductory Biology. McGraw-Hill, New York 1973.
- mit Dennis C. Pirages: Ark II: Social Response to Environmental Imperatives. Viking Press, New York 1974.
- mit Anne H. Ehrlich: The End of Affluence. Ballantine Books, New York 1974.
- mit Richard W. Holm & Irene L. Brown: Biology and Society. W. H. Freeman and Co., San Francisco 1976.
- mit Anne H. Ehrlich & John P. Holdren: Ecoscience: Population, Resources, Environment. W. H. Freeman, San Francisco 1977.
- mit S. Shirley Feldman: The Race Bomb. Quadrangle Books, New York 1977.
- mit Howell V. Daly & John T. Doyen:  Introduction to Insect Biology and Diversity. McGraw-Hill, New York 1978.
- mit Loy Bilderback & Anne H. Ehrlich: The Golden Door: Immigration, Mexico, and the United States. Ballantine Books, New York 1979.
- mit Anne H. Ehrlich: Extinction: The Causes and Consequences of the Disappearance of Species. Random House, New York 1981.
- mit Carl Sagan, Donald Kennedy & Walter Orr Roberts: The Cold and the Dark: The World After Nuclear War. W.W. Norton, New York 1984.
- The Machinery of Nature. Simon and Schuster, New York 1986.
- mit Anne H. Ehrlich: Earth. Methuen, London 1987.
- mit J. Roughgarden: The Science of Ecology. MacMillan, New York 1987.
- mit John P. Holdren (Hrsg.): The Cassandra Conference: Resources and the Human Predicament. Texas A & M Press, College Station 1988.
- mit David S. Dobkin & Darryl Wheye:  The Birder’s Handbook: A Field Guide to the Natural History of North American Birds. Simon and Schuster, New York 1988.
- mit Robert E. Ornstein: New World/New Mind: Moving Toward Conscious Evolution. Doubleday, New York 1989.
- mit Anne H. Ehrlich: The Population Explosion. Simon and Schuster, New York 1990.
- mit Anne H. Ehrlich: Healing the Planet. Addison-Wesley Publishing Company, New York 1991.
- mit David S. Dobkin & Darryl Wheye: Birds in Jeopardy: The Imperiled and Extinct Birds of the United States and Canada, Including Hawaii and Puerto Rico. Stanford University Press, 1992.
- mit Denis A. Saunders & Richard J. Hobbs (Hrsg.): Nature Conservation 3: Reconstruction of Fragmented Ecosystems. Surrey Beatty & Sons, Chipping Norton 1993.
- mit David S. Dobkin, Darryl Wheye & Stuart L. Pimm: The Birdwatcher’s Handbook: A Guide to the Natural History of the Birds of Britain and Europe. Oxford University Press, 1994.
- mit Anne H. Ehrlich & Gretchen C. Daily: The Stork and the Plow: The Equity Answer to the Human Dilemma. Putnam Publishing, New York 1995.
- mit Anne H. Ehrlich: Betrayal of Science and Reason: How Anti-Environment Rhetoric Threatens Our Future. Island Press, Washington (D.C.) 1996.
- A World of Wounds: Ecologists and the Human Dilemma. Ecology Institute, Oldendorf/Luhe 1997.
- Human Natures: Genes, Cultures, and the Human Prospect. Island Press, Washington (D.C.) 2000.
- mit Andrew J. Beattie: Wild Solutions: How Biodiversity is Money in the Bank. Yale University Press, New Haven 2001.
- mit Carol L. Boggs & Ward B. Watt (Hrsg.): Butterflies: Ecology and Evolution Taking Flight. University of Chicago Press, 2003, ISBN 0-226-06318-6.
  - Learning from Lepidoptera (PDF; 307 kB), Rezension von Nina Wedell, Science, Vol. 303, 9. Januar 2004.
- mit Ilkka Hanski (Hrsg.): On the Wings of Checkerspots: A Model System for Population Biology. Oxford University Press, 2004, ISBN 0-19-515827-X.
  - A Checkered History (PDF; 87 kB), Rezension von Chris D. Jiggins, Science, Vol. 305, 24. September 2004.
- mit Anne H. Ehrlich: One With Nineveh: Politics, Consumption, and the Human Future. Island Press, 2004, ISBN 1-55963-879-6.